# Тонкерис (Сарыагашский район)
Тонкерис (каз. Төңкеріс) — село в Сарыагашском районе Туркестанской области Казахстана. Входит в состав Жартытобинского сельского округа. Код КАТО — 515455400.

## Население
В 1999 году население села составляло 1500 человек (769 мужчин и 731 женщина). По данным переписи 2009 года, в селе проживало 1977 человек (1000 мужчин и 977 женщин).